# Thomas Damuseau
Thomas Damuseau (Grenoble, 18 de marzo de 1989) es un ciclista francés.

## Biografía
Al final de la temporada 2010, después de un periodo de prueba se alistó como neoprofesional en el Skil-Shimano en ese entonces equipo profesional continental.
Su mayor éxito fue un podio en el Gran Premio Ciclista la Marsellesa 2013. Después debutaría en el Giro de Italia 2013.
En octubre de 2015 anunció su retirada.

## Palmarés
No ha conseguido victorias como profesional.

## Resultados en Grandes Vueltas
| Carrera | Carrera         | 2011 | 2012 | 2013 | 2014 | 2015 |
| ------- | --------------- | ---- | ---- | ---- | ---- | ---- |
|         | Giro de Italia  | —    | —    | 53.º | —    | —    |
|         | Tour de Francia | —    | —    | —    | —    | —    |
|         | Vuelta a España | —    | —    | —    | —    | —    |

―: no participa
Ab.: abandono

## Equipos
- Skil/Project 1t4i/Argos/Giant-Shimano (2010[2] -2014)
  - Skil-Shimano (2010-2011)
  - Project 1t4i (2012 hasta marzo)
  - Team Argos-Shimano (2012-2013)
  - Team Giant-Shimano (2014)
- Roubaix-Lille Métropole (2015)